# Caracal (Rumænien)
Caracal (rumænsk udtale: [kaˈrakal]  ( hør)) er en by i distriktet i Olt i Rumænien, beliggende i den historiske region Oltenien, på sletterne mellem de nedre løb af floderne Jiu og Olt. Regionens sletter er kendt for deres  kornproduktion, og gennem århundreder har Caracal været handelscentrum for regionens landbrugsproduktion. Caracal har et indbyggertal på 27.403 (2021), og er den næststørste by i regionen.

## Historie
I slutningen af det 19. århundrede og i første halvdel af det 20. århundrede oplevede Caracal en betydelig vækst, og regionen blev en af de vigtigste landbrugsregioner i Rumænien. Caracal var regionens hovedstad og sæde for det tidligere didstrikt, Romanați. Anden Verdenskrig og det kommunistiske regime medførte forandringer i denne region og i byen Caracal. Under Anden Verdenskrig blev lå en Nazi koncentrationslejr  i nærheden af byen. Den kommunistiske regering, som opløste Romanați distriktet, indførte industrialiseringplaner, og Caracal oplevede fortsat økonomisk vækst gennem etablering af industrianlæg i tekstilindustrien.
Byen gennemgik store forandringer efter Nicolae Ceaușescu-regimet blev væltet af 1989-revolutionen, og mange fabrikker kollapsede under presset fra privatiseringen.